# Smittium tipulidarum
Smittium tipulidarum är en svampart som beskrevs av M.C. Williams & Lichtw. 1988. Smittium tipulidarum ingår i släktet Smittium och familjen Legeriomycetaceae.   Inga underarter finns listade i Catalogue of Life.